# スタジアムDJ
スタジアムDJとは、スポーツの試合の際、スタジアム（競技場）等において選手紹介や場内アナウンスを行う人のこと。

## 概要
日本では、Jリーグや日本野球機構管轄のプロ野球の試合に多い。基本的に本拠地でのホームゲームを担当する。最近では、プロ野球独立リーグにもスタジアムDJを置いている。また、プロバスケットボール等のインドアスポーツでは「アリーナDJ」「アリーナMC」ともいわれる場合もある。
日本で初めてスタジアムDJを採用したのは、オリックス・ブルーウェーブ（現・オリックス・バファローズ）。球団がグリーンスタジアム神戸（現：ほっともっとフィールド神戸）に移転した際に、DJ KIMURA（木村芳生）がブルーウェーブのボールパーク事業部チーフプロデューサーであった大前一樹とともに、そのスタイルや「スタジアムDJ」という言葉を生み出した。
チームによって活動内容は異なり、試合進行は全てウグイス嬢に任せるチームからスタンド内で応援の煽りまで行うチームなどもある。ヒーローインタビューのインタビュアーも担当する場合もある。

## Jリーグ試合でのスタジアムDJ
| クラブ名                     | 氏名                                      | 担当開始年                               | 備考 |
| ---------------------------- | ----------------------------------------- | ---------------------------------------- | --- |
| 北海道コンサドーレ札幌       | タック・ハーシー、GUCHY、栗谷昌宏、山形翼 | 1996年、2001年                           | 栗谷はFリーグ・エスポラーダ北海道のホームゲームDJも兼任 過去には潮音、高山秀毅が担当（退任時期は不明）。 |
| ヴァンラーレ八戸             | 小泉亮                                    | 2009年                                   | 2022年までBeFMパーソナリティ。アジアリーグアイスホッケー・東北フリーブレイズのアリーナMCも兼任 小泉の不在時は主に中井友紀（青森朝日放送）が代行。2024年には濱野壱清（青森放送）も代行で務めた。                                                                                              |
| ベガルタ仙台                 | MiC                                       | 2019年                                   | 1998年-2018年は大坂ともおが担当 |
| ブラウブリッツ秋田           | シャバ駄馬男                              | 2011年                                   | 過去にはチャーリーホイ：保泉久人が担当 |
| モンテディオ山形             | 伊藤ユキヒコ                              | 2013年(伊藤)                             | 過去に千葉マサト、山内智香子(1996年-2019年)、松浦彩が担当。 |
| 福島ユナイテッドFC           | しなだ マン                               |                                          | 過去には藤原カズヒロ、東恭平が担当。 |
| 水戸ホーリーホック           | 寺田忍                                    |                                          | 寺田の不在時は森泉宏一が担当 |
| 鹿島アントラーズ             | 松本浩之                                  | 2014年                                   | 1993年から務めていたダニー石尾が2013年末に肝臓がんの診断を受け、2014年開幕直前に休養することを発表したが、同年4月15日に逝去。 4月19日のJ1第8節・神戸戦から石尾は無期限休養扱いとなり、休養期間中の代行（事実上の後任）を前シーズンまでサブDJだった松本が担当。                               |
| 栃木SC                       | DJ TETSU                                  | 2010年                                   | 2009年までは渡辺裕介が担当。 |
| ザスパクサツ群馬             | 佐山裕亮                                  | 2016年                                   | 2009年までは福徳一志、2010年〜2015年は波立紀夫が、2016年から途中まではアンカンミンカン（川島大輔・富所哲平）が担当。 佐山は群馬クレインサンダーズと兼任していた時期があった。 |
| 浦和レッドダイヤモンズ       | 岩沢慶明、朝井夏海                        | 1995年(岩沢)、1993年(朝井)               | 試合中は岩沢はアナウンスを、朝井はピッチリポートとインタビューを担当。 |
| 大宮アルディージャ           | 高森浩二、内田羽衣                        | 2002年、 2009年                          | 2011年までは荒川えりかが担当。 |
| 柏レイソル                   | 粕谷智成、今井雄也                        | 2025年、 2006年                          | 2002年-2024年まではナラヨシタカが担当。 |
| ジェフユナイテッド市原・千葉 | 蒲田健、酒井道代                          | 2001年                                   | |
| 東京ヴェルディ               | Happy だんばら                            | 2023年                                   | 過去には塩野潤二、松谷芳比呂、KEO TAKAHASHI、渡辺郁也が担当。 |
| FC東京                       | スティーブン・スペンサー                  |                                          | 1999年までは石野竜三、2000年は高杉'Jay'二郎、2001-2002は鈴木ダイが担当。 |
| 町田ゼルビア                 | motsu                                     | 2023年                                   | 過去には和田翼（2006年-）が担当。 |
| 横浜F・マリノス              | 光邦、柴田聡、金子桃                      | 2006年                                   | 土日は光邦、月～金は柴田が担当（どちらも、担当日以外はFMヨコハマの番組がある） |
| 横浜FC                       | 江原シュウ、小泉舞夏                      |                                          | 過去には蓮見孝之（法政大学在学時。現：TBSアナウンサー）が担当。 |
| 川崎フロンターレ             | 木部ショータ、小森すみ恵                  | 2025年、2010年                           | 2003年〜2024年までは林毅史が担当（林の不在時には長坂哲夫（2024年）が代行）。また、2004年～2009年までは阿部治子も担当。 |
| SC相模原                     | 福田悠                                    | 2022年                                   | 過去にはケチャップも担当。 |
| 湘南ベルマーレ               | 田子千尋、三村ロンド                      | 2003年（田子メイン）2014年（三村メイン） | 初年度(1994年-1995年)、須藤悟が担当。1996年-2002年は美島英二（FM湘南ナパサDJ）が担当。スタジアムナビゲーターと言う呼び方を考案。2003年-2013年は田子がメイン、三村がサブ。2014年以降は田子がアドバイザーになり、三村がメインになった。                                                        |
| ヴァンフォーレ甲府           | 奏佑、前村里菜、大澤真依                  | 2019年                                   | 過去には高杉'Jay'二郎(2004年-2018年)が担当。 |
| 松本山雅FC                   | 小出マサト                                | 2017年                                   | 過去には田中利彦（2008年-2015年3月）、岡野真士（2015年）、つつみ慶（2016年）が担当。田中は当時FM長野アナウンサーであったため、業務が重なった場合はTATSU（元：ASIAN2）、三井順（Bリーグ・信州を兼務）が担当                                                                                   |
| アルビレックス新潟           | 森下英矢                                  |                                          | |
| カターレ富山                 | 久世サトシ、土田由香里                    | 2012年                                   | 久世は阪神タイガースと兼任。過去には佐藤ドミンゴ（2008年-2010年）が担当。 |
| ツエーゲン金沢               | 大平まさひこ                              | 2015年                                   | |
| 清水エスパルス               | 仲田雄一                                  | 2024年                                   | 静岡ブルーレヴズと兼任。2023年7月16日の国立開催の際も担当。 1997年〜2023年は鈴木克馬が担当した。鈴木不在時(2022年7月31日)は奏佑が担当。 |
| ジュビロ磐田                 | 杉山直                                    | 1994年                                   | |
| 藤枝MYFC                     | ZilL                                      | 2025年                                   | 2017年から2024年まではタクローが担当。 |
| アスルクラロ沼津             | DJカツヨシ                                |                                          | |
| 名古屋グランパス             | YO!YO!YOSUKE                              | 2007年                                   | 名古屋オーシャンズと兼任。2006年まではケン・マスイが担当。 YOSUKE不在時は佐野俊輔(2018年、2022年)、伊藤玄紀(2022年)が代役を担当。 |
| FC岐阜                       | 平松伴康、久世良輔                        | 2012年                                   | 過去にはナイス西村が、2011年までは田之上智が担当。 |
| 京都サンガF.C.               | 吉村和人、吉野初香                        | 2017年                                   | 過去には野中政宏（2002年-2006年）、堀江良信（1995年-2001年）、保田賢一（2007年-2016年)、岩谷優子が担当。 |
| ガンバ大阪                   | 仙石幸一、池田琴弥                        | 2003年(仙石)、2022年(池田)               | 仙石は滋賀レイクスのスタジアムDJを兼任。ただし、レイクスと日程が重なった場合はガンバを優先。池田は2021年にガンバのスタジアムレポーターを担当。池田不在時には内藤朝華が代理として担当。(内藤は2010年から2021年までメインとして担当していた)。 過去には牧野隆志、万田さざめ、DJ KIMURAが担当。 |
| セレッソ大阪                 | 西川大介、池田愛恵里                      | 2001年(西川)、2022年(池田)               | スタジアムDJを西川、スタジアムMCを池田が担当。但し2021年に西川不在時に池田がスタジアムDJを担当した試合あり。 |
| FC大阪                       | 山下ユウジ、石塚理奈                      | 2023年(山下)、2016年(石塚)               | スタジアムDJを山下、スタジアムMCを石塚が担当。 |
| ヴィッセル神戸               | 万田さざめ、松井志奈                      | 2005年(万田)                             | 過去にはパトリック・ユウ、下埜正太が担当。 |
| ガイナーレ鳥取               | DJ45（高地真吾）                          |                                          | 過去には平野智一（2011年-2013年・オリックスDJ）、三村ロンド（2007年-2010年・湘南DJ）、田子千尋（2007年-2009年・湘南DJ）、稲田茂（SC鳥取時代）が担当。 |
| ファジアーノ岡山             | ダイナマイト・イシムラ                    | 2008年                                   | |
| サンフレッチェ広島           | 貢藤十六                                  | 2011年                                   | 過去には広田みのる（1995年-1999年）、石橋竜史（2000年-2010年）、アシスタントには浅田真由、藤安梨沙が担当。 最近は広島県内の女子大学生がアシスタントのDJを担当している。 |
| レノファ山口FC               | 兼頭のぞみ、土居アイリス                  | 2024年                                   | 過去には吉永達哉（2008年-2023年）が担当。 |
| 徳島ヴォルティス             | 平野智一                                  | 2019年                                   | 過去には2011年までは林周一が、2012年から2014年は板東道生が担当。2015年から2018年は福士幹朗が担当。 |
| カマタマーレ讃岐             | DJ HYRO                                   |                                          | 過去には藤澤翼が担当 |
| 愛媛FC                       | 桝形浩人                                  | 2011年                                   | 過去には藤澤翼（2001年-2005年）、2010年までは玉井智（2006年-2010年）が担当。 |
| 高知ユナイテッドSC           | 筒井啓文、奴田原優奈                      | 2019年(筒井) 2023年(奴田原)              | 高知ファイティングドッグスと兼任。 不在時は藤崎靖啓、ツーライスのヤス、SUKE（高知FDと兼任）が担当。 |
| アビスパ福岡                 | 信川竜太                                  | 1996年                                   | |
| ギラヴァンツ北九州           | 八木徹                                    | 2017年                                   | 旧ニューウェーブ北九州時代の一時期は門司正弘が、2011年から2016年まではTOM Gが担当。 |
| サガン鳥栖                   | YUYA                                      | 1997年                                   | サガン設立前に鳥栖市に存在したプロサッカークラブ、鳥栖フューチャーズ（1997年1月解散）ホームゲームでもスタジアムDJを担当していた。 2017年をもって一旦担当を退くも、2018年途中から復帰。 2023年より佐賀バルーナーズと兼任。日程が重なった場合はサガンを優先。                                  |
| V・ファーレン長崎            | 初村健矢                                  | 2024年10月27日                           | 過去には川田金太郎、下田千里が担当 |
| ロアッソ熊本                 | 渡辺大輔                                  | 2024年                                   | 2008年と2009年にはまさやんが、2010年から2017年まではロアッソで現役を引退した元GK小林弘記（DJコバ）、2018年から2023年まではスガッシュが担当。2011年は小林のアシスタントとして田邊美穂、魚返沙織里もホームゲームのスタジアムDJを担当している。                                                 |
| 大分トリニータ               | MC MAX                                    | 2016年4月3日                             | 過去にはゆうきa.k.a.地球、立川麻湖、赤松大、本城みわ、大野タカシも担当（TOM Gは2010年を以って契約解除） |
| 鹿児島ユナイテッドFC         | 有賀真姫、尾堂公信                        | 2014年、2018年                           | 肩書きは「スタジアムMC」。有賀はエフエム鹿児島（μFM）所属のパーソナリティー。 尾堂は鹿児島テレビの「薩摩剣士隼人」で主人公・薩摩剣士隼人の声として出演。そのため、ビジターチームの選手紹介時には鹿児島弁で選手を紹介している。                                                               |
| テゲバジャーロ宮崎           | いちたになな                              | 2022年                                   | 九州リーグ時代（2015年-2017年）は西島元利が担当。 2018年から2022年までは甲斐杏奈が担当。 |
| FC琉球                       | テンション東江                            |                                          | |

## JFLの試合でのスタジアムDJ
| クラブ名             | 氏名     | 担当開始年 | 備考 |
| -------------------- | -------- | ---------- | --- |
| いわてグルージャ盛岡 | 下山和也 | 2023年     | 過去には山本大一（2014年-2015年、2017年-2019年）、アンダーエイジ（2016年）、大坂ともお（2020年-2021年）、高野真一郎（2022年）が担当                                                    |
| Y.S.C.C              | Daiki.   | 2016年     | ビジュアル系風ロックシンガー。ホーム開幕戦でデビュー。大分戦では、横浜市歌独唱を行った。                                                                                               |
| ヴィアティン三重     | 川道良明 |            | |
| アトレチコ鈴鹿クラブ | 中元大介 |            | 名古屋オーシャンズと兼任。日程が重なった場合はアトレチコ鈴鹿を優先。担当するラジオと日程が重なった場合は2023年はMCの代役（新井ユウト）を立てたが、2024年はラジオのほうを代役を立てた。 |

## プロ野球でのスタジアムDJ
| 球団名                       | 氏名                                         | 担当開始年                             | 備考 |
| ---------------------------- | -------------------------------------------- | -------------------------------------- | --- |
| 北海道日本ハムファイターズ   | 八幡淳、エバンズ・マラカイ                   | 2014年（八幡）、2023年途中（エバンズ） | 以前はGUCHYが担当。ビジターチームは主にウグイス嬢が担当。 |
| 東北楽天ゴールデンイーグルス | 千葉マサト                                   | 2013年                                 | 以前は古田優児、岩手佳代子、高野志津らが担当。ビジターチームは主にウグイス嬢が担当。 |
| 埼玉西武ライオンズ           | リスケ                                       | 2012年                                 | 企画物として斉藤一美、松島茂、鈴木光裕らの文化放送アナウンサーが担当したり2008年開幕三試合は戸谷真人が務めたこともあった。 2011年は山蔭ヒーロ、リスケの二人体制で担当。2012年よりリスケが務める。ビジターチームは主にウグイス嬢（鈴木あずさ）が担当。 |
| 千葉ロッテマリーンズ         | MC YUI 、PAY MASTER J                        | 2021年(MC YUI) 、2022年(PAY MASTER J)  | 試合進行は2023年まではウグイス嬢（谷保恵美）が担当。2024年からビジターチームは主にウグイス嬢が担当。かつてはKOUSAKU、島村幸男がスタジアムDJを担当していた。 |
| オリックス・バファローズ     | 神戸佑輔                                     | 2018年                                 | 1991年から2000年まではDJ KIMURA、2001年から2004年までは谷口廣明、合併後の2005年から2013年までは堀江良信、2014年から2017年までは平野智一が務めていた。試合進行はNPB12球団で唯一、ビジターチームも含め全てスタジアムDJが担当している。 |
| 福岡ソフトバンクホークス     | 神宮聖也(メリコンドル)、ナオキ(むなかったん) | 2025年                                 | 2007年から2012年まではMAX、2013年は米岡誠一/椎葉ユウ、2014年から2022年までは藤澤翼、2023年から2024年まではDJフラッシュが担当。ビジターチームは主にウグイス嬢が担当。 |
| 読売ジャイアンツ             | 髙橋大輔                                     | 2009年                                 | 2008年から2年間はジョン・オコーナー（元：いいとも青年隊）もスタジアムDJを務めていた。試合進行は主にウグイス嬢が担当。 |
| 東京ヤクルトスワローズ       | パトリック・ユウ                             | 2008年                                 | 試合進行は主にウグイス嬢が担当。 |
| 横浜DeNAベイスターズ         | 山田みきとし（試合進行）                     | 2023年                                 | 2011年まではケチャップと栗原治久が、2012年から2015年までは南隼人が担当。2012年は南が出演不可の場合、ケチャップや栗原が担当していた。2016年はジョージ・カックルとMC RYU、2017〜2019年はMC RYUとDJ YUI2020〜2021年はDJKenny、2022年はDJ SHUNが務めた。ビジターチームは主にウグイス嬢が担当。2019年〜2021年までイベントMCとしてMC TEDDYが担当していた。 |
| 中日ドラゴンズ               | 里中ユウスケ、村田将、中川大輔               | 2023年（里中、村田）、2025年（中川）   | 里中は名古屋オーシャンズ、アイシンティルマーレと兼任。村田はファイティングイーグルス名古屋、名古屋オルクスと兼任。中川はZIP-FMの番組を担当している都合上平日の試合のみ担当。2012年から2年間は生MC担当MC Nashi（ちびまるお（nobodyknows+））、2014年は堀江良信、2015年から2022年までは「ドラゴンズナビゲーター」として長谷川巧が担当した。2023年以降は3人交代制となり、2024年まではそのうち一人を玉腰佳弘が担当。ビジターチームは主にウグイス嬢が担当。 2022年の西武戦では西武のウグイス嬢（鈴木あずさ）、2023年のロッテ戦ではロッテのウグイス嬢（谷保恵美）がそれぞれビジターチームを担当。その際はホームチームをドラゴンズのウグイス嬢が担当した。 |
| 阪神タイガース               |                                              |                                        | 試合開始前にタイガースの選手が守備に就く際のみ、その日担当のイベントMCが紹介（主に久世サトシ、河合康行）。試合進行は全てウグイス嬢が行っている。 |
| 広島東洋カープ               |                                              |                                        | 試合開始前にカープの選手が守備に就く際のみ紹介。 基本的にはTV中継製作局のベンチ裏リポーターが発声することが多い。試合進行は全てウグイス嬢が行っている。 |

## プロバスケットボールでのアリーナDJ・アリーナMC
Bリーグ（B1・B2）、B3リーグにおいては、チームの応援をリードする役割・得点者やファウルをした選手の名前のコール・簡単なルール解説等、様々な役割を担っている。
| チーム名                       | 氏名                                | 担当開始年                  | 備考1 | 備考2 |
| ------------------------------ | ----------------------------------- | --------------------------- | --- | --- |
| レバンガ北海道                 | 八幡淳/箕輪直人/ジャイアン/中村剛大 | 2011年(八幡)                | | 八幡は北海道日本ハムファイターズ・レッドイーグルス北海道と兼任 |
| 青森ワッツ                     | 小倉勝茂                            | 2014年                      | クラブ初年度の2013-14シーズンはシャバ駄馬男が担当                                                               | 小倉の不在時は小泉亮か中井友紀（青森朝日放送）が代行 |
| 岩手ビッグブルズ               | 二宮真佑子                          | 2020年                      | | クラブ初年度（2011-2012）から2017-2018シーズンまではまつみたくや、2018-2020までの2シーズンは村井沙織が担当。                                                                                          |
| 仙台89ERS                      | エバンズ・マラカイ                  | 2019年                      | 2018-19シーズンまで山蔭ヒーロ、19-22シーズンまで佐藤清一郎                                                      | |
| 秋田ノーザンハピネッツ         | 保泉久人                            |                             | | 場内ナビゲートは、３人のハピネッツガールズと木杉優介が務める |
| 山形ワイヴァンズ               | 岩崎敬/DAVE                         |                             | | |
| 福島ファイヤーボンズ           | 箭内健一/MC TEDDY                   |                             | 過去にはムッチー鈴木がアリーナMCを担当。                                                                        | 2人体制で進行。MC TEDDYはアリーナMC、箭内はアリーナDJと位置づけられている |
| 茨城ロボッツ                   | ムッチー鈴木                        | 2022年                      | ムッチー鈴木は2020-21シーズンぶりにMC復帰。過去には佐藤正宏らが担当していた。                                   | |
| 宇都宮ブレックス               | MC SEKI                             |                             | 2016‐17シーズンまでは菊池元男が担当。                                                                           | |
| 群馬クレインサンダーズ         | OWEN真樹/佐々木クリス               | 2023年                      | 2018-19シーズンまでは佐山裕亮が担当。 2022-23シーズンまでは景浦大輔が担当。                                     | |
| 越谷アルファーズ               | THE CHEESE                          | 2018年                      | | |
| 千葉ジェッツ                   | リスケ                              |                             | | 埼玉西武ライオンズと兼任。日程が重なったときは森田淳司らが担当 |
| アルティーリ千葉               | まつみたくや                        |                             | | |
| アルバルク東京                 | MC Bonji/たつを                     | 2024年/2022年               | | 2023-24シーズンまでは南隼人がメインMCを担当 |
| サンロッカーズ渋谷             | パトリック・ユウ                    |                             | | 東京ヤクルトスワローズ、東芝ブレイブルーパス東京と兼任。日程が重なったときはスワローズを優先。 |
| 川崎ブレイブサンダース         |                                     | 2025年                      | | 2024-25シーズンまでは高森てつがアリーナMCを担当。 |
| 横浜エクセレンス               | マシューまさるバロン、渚紗          | 2022年                      | | 前身クラブの東京エクセレンス時代から竹本タクシーが担当していた |
| 横浜ビー・コルセアーズ         | 藤澤翼/村山水生                     | 2024年/2023年               | セーリングナビゲーターを豊嶋 彬が担当。                                                                         | 過去には栗原治久、豊嶋彬(2021-22シーズンまで)、フォーンクルック幹治(2022-23シーズンから2023-24シーズンまで)がアリーナMCを担当                                                                         |
| 富山グラウジーズ               | 今井隆信                            |                             | 過去には常深裕司が担当、藤原了が数試合担当。                                                                    | 今井不在時は加藤裕が主に担当する。 |
| 信州ブレイブウォリアーズ       | 三井順                              |                             | | ボアルース長野と兼任 |
| ベルテックス静岡               | ケチャップ /ワタナベゴリラ          | 2019年                      | 基本的にケチャップかワタナベどちらかが担当                                                                      | 過去にはRoni(2019年)・森田淳司(2021年)・下村泰司(2023年)が数試合担当 |
| 三遠ネオフェニックス           | 佐藤正宏                            | 2022年                      | 2022-23シーズンからは主に佐藤正宏が担当。試合前に会場にて当日の担当が告知される。                               | 2021-22シーズンまでは鶴田俊美、大久保宅登、山田門努が担当 |
| シーホース三河                 | 小林拓一郎                          | 2008年                      | デンソーアイリスと兼任                                                                                          | |
| ファイティングイーグルス名古屋 | 村田将                              |                             | 村田は中日ドラゴンズ、名古屋オルクスと兼任                                                                      | 高橋萌、荒井美玖、金沢歩は2022-2023シーズンのみ交代でアシスタントMCを担当 |
| 名古屋ダイヤモンドドルフィンズ | KURO/堀江美穂                       | 2023年                      | KUROがメインMC、堀江がサブMCを担当。                                                                            | 2018-19シーズンまでは藤原了が担当。2021-22シーズンまではMEGURUが担当。2022-23シーズンは週末開催を行天貴之、水曜開催を市川智也が担当。2019-20シーズンより2022-23シーズンまでは二村春香がサブMCを担当。 |
| 滋賀レイクス                   | 仙石幸一                            |                             | | ガンバ大阪と兼任、日程が重なったときは西田育弘（INAC神戸レオネッサを兼務） |
| 京都ハンナリーズ               | 河合康行                            |                             | 阪神タイガース、堺ブレイザーズと兼任                                                                            | 過去には常深裕司、竹内琢也、吉村和人が担当 |
| 大阪エヴェッサ                 | 津和忠良/ANN                        | 2023年/2025年               | 津和はシュライカー大阪と兼任                                                                                    | 2011-12シーズンまでは下埜正太が担当。2021-22シーズンまではたつをが担当。2022-23シーズンは村井忠大が担当                                                                                               |
| 西宮ストークス                 | 矢口恭平                            |                             | | 過去には飯室大吾、RIGO、Jaddy Blaze、平野智一が担当 |
| バンビシャス奈良               | 加藤弘晃                            |                             | | 2024-25シーズンまではANNが担当 |
| 島根スサノオマジック           | HONSHOW                             | 2016年                      | | 過去にはDJ HARUが担当 |
| 広島ドラゴンフライズ           | 渡部裕之/吉田峻/野口智美/三井雄司   | 2021年/2022年/2023年/2023年 | | 過去には佐藤正宏、江本一真が担当 |
| ライジングゼファーフクオカ     | U-LAW                               | 2011年                      | | |
| 佐賀バルーナーズ               | YUYA/橋本優希                       | 2023年/2024年               | 2024-25シーズンよりYUYAがメインMC、橋本がサブMCを担当。YUYAはサガン鳥栖と兼任、日程が重なったときはサガンを優先 | 2020-21シーズンまではボビー・ジュードが担当。2022-23シーズンまでは三井雄司が担当。 |
| 長崎ヴェルカ                   | NAOYA                               |                             | | |
| 熊本ヴォルターズ               | MC.MAX                              |                             | | |
| 鹿児島レブナイズ               | 岡田祐介/ありまゆき                 |                             | 原則両方、もしくはどちらかが担当                                                                                | 2017年からは両方不参加のときのみ、その他のアナウンサーが担当 |
| 琉球ゴールデンキングス         | 空馬良樹/知花悠介                   |                             | | |

| チーム名                               | 氏名                 | 担当開始年 | 備考                                                                                                |
| -------------------------------------- | -------------------- | ---------- | --------------------------------------------------------------------------------------------------- |
| さいたまブロンコス                     | 郡正夫               |            | |
| アースフレンズ東京Z                    | MC UME               |            | トヨタヴェルブリッツと兼任。MC UME不在時はヴィトルが担当。                                          |
| 立川ダイス                             | 秋⼭裕之             | 2022年     | |
| 東京八王子ビートレインズ               | 粕谷智成             |            | |
| しながわシティBC                       | 佐山裕亮             |            | 前身クラブの東京サンレーヴスではMC UME                                                              |
| 東京ユナイテッドバスケットボールクラブ | 竹本タクシー         | 2022年     | |
| 新潟アルビレックスBB                   | 関田将人/立石勇生    |            | 過去には島村仁、長谷川晴彦も担当。 関田は土曜日と一部の日曜日を担当、立石は一部の日曜日と平日を担当 |
| 金沢武士団                             | 加藤裕               |            | |
| 岐阜スゥープス                         | 山下ユウジ/FALCON    |            | |
| トライフープ岡山                       | リンクアップとっしー |            | 過去には藤澤翼が担当。                                                                              |
| 山口パッツファイブ                     | 岸本ヒロキ           | 2021年     | |
| 香川ファイブアローズ                   | DJ SU-JI             |            | |

尚、bjリーグ時代には東京アパッチがかつて存在しており、Vance Kが担当
2023-24シーズンをもってB3リーグを退会した豊田合成スコーピオンズでは大下修司が担当していた。

## 独立リーグ（野球）でのスタジアムDJ
独立リーグのスタジアムDJは選手紹介、場内アナウンス、ヒーローインタビューなどの業務はプロ野球（NPB）と共通するが、両方を担当する藤澤翼は「独立リーグの場合は球団がプロデュースする中でも『ディレクター兼DJ兼ミキサー』」「NPBでは大きな丸の中で専門性を求められ、独立リーグは小さな丸の中で多様性を求められる」とその違いを述べている。
四国アイランドリーグplus
- 香川オリーブガイナーズ：藤澤翼 - 過去には四国のリーグ全球団でDJを担当したことがある（2006年）[11]。

## WEリーグでのスタジアムDJ
| チーム名                               | 氏名         | 担当開始年 | 備考               |
| -------------------------------------- | ------------ | ---------- | ------------------ |
| マイナビ仙台レディース                 | ワタナベ智之 |            |                    |
| 三菱重工浦和レッズレディース           | 夏川延子     |            |                    |
| 大宮アルディージャVENTUS               | 國領浩子     |            |                    |
| ちふれASエルフェン埼玉                 |              |            |                    |
| ジェフユナイテッド市原・千葉レディース |              |            |                    |
| 日テレ・東京ヴェルディベレーザ         |              |            |                    |
| ノジマステラ神奈川相模原               |              |            |                    |
| AC長野パルセイロ・レディース           |              |            |                    |
| アルビレックス新潟レディース           | 大杉りさ     |            |                    |
| INAC神戸レオネッサ                     | 西田育弘     |            | 滋賀レイクスと兼任 |
| サンフレッチェ広島レジーナ             |              |            |                    |

## なでしこリーグでのスタジアムDJ
- ノルディーア北海道：DJカツノリ
- ラブリッジ名古屋：イケザえもん、茉白実歩
- スペランツァ大阪：加藤綾
- 岡山湯郷Belle：岸本ヒロキ（過去には藤澤翼）
- ヴィアマテラス宮崎：川上喜義

## FリーグでのアリーナDJ・アリーナMC
フットサルにおいては、得点者やファウルをした選手の名前のコール・簡単なルール解説等の役割を担う。
チームの応援をリードする役割を担うかどうかは主催チームにより異なる。
| チーム名             | 氏名                                 | 担当開始年 | 備考 |
| -------------------- | ------------------------------------ | ---------- | --- |
| セントラル開催       | 中村義昭（DJジャンボ） 波立紀夫      | 2017年     | |
| エスポラーダ北海道   | 西川賢                               | 2019年     | ヴォレアス北海道と兼任 |
| 府中アスレティックFC | 原大悟                               |            | |
| ペスカドーラ町田     | souichi                              | 2012年     | チーム応援歌STORY 提供 |
| フウガドールすみだ   | MC TEDDY                             |            | 横浜DeNAベイスターズ、J3 SC相模原スタジアムDJ兼任 |
| ボアルース長野       | 三井順                               |            | 信州ブレイブウォリアーズと兼任 |
| アグレミーナ浜松     | 山田門努                             | 2021年     | |
| 名古屋オーシャンズ   | YO!YO!YOSUKE/里中ユウスケ / 中元大介 |            | YOSUKEは名古屋グランパスと兼任。里中は中日ドラゴンズ、アイシンティルマーレと兼任。中元はアトレチコ鈴鹿クラブと兼任。中元は2025年よりメインMCとサブMCを兼任。 サブMCは茉白実歩（2023年以降）が担当。過去には佐野俊輔、伊藤玄紀も担当 |
| シュライカー大阪     | 津和忠良                             |            | 津和は大阪エヴェッサと兼任。過去には村井忠大が担当 |
| デウソン神戸         |                                      |            | 過去には林哲也が担当 |

## WリーグでのアリーナDJ・アリーナMC
- 東京羽田ヴィッキーズ：MOJA
- 新潟アルビレックスBBラビッツ：野口智美
- トヨタ自動車アンテロープス：折出けんいち
- デンソーアイリス：小林拓一郎（シーホース三河と兼任）

## VリーグでのアリーナDJ・アリーナMC
- ヴォレアス北海道：西川賢（エスポラーダ北海道と兼任）・MR.SYN
- 北海道イエロースターズ：村岡啓介・ハイジ・三浦拓也
- FC東京：森田淳司
- 長野GaRons：たろ
- 東レアローズ：フルヤトモヒロ
- アイシンティルマーレ：長谷川巧、里中ユウスケ（中日ドラゴンズと兼任）
- ジェイテクトSTINGS：シン・熊谷
- ウルフドッグス名古屋：高橋萌
- 堺ブレイザーズ：河合康行（阪神タイガース、京都ハンナリーズと兼任）
- サントリーサンバーズ：西田育弘、南隼人
- パナソニック・パンサーズ：コウゼン
- JTサンダーズ広島：吉田峻・東園恵
- 大分三好ヴァイセアドラー：MC.MAX・霜村香帆・カボスひろし
- NECレッドロケッツ：ムッチー鈴木
- KUROBEアクアフェアリーズ：山本ゆうじ
- ヴィクトリーナ姫路：佐藤りな
- 岡山シーガルズ：藤澤翼

## アジアリーグでのアリーナDJ・アリーナMC
- レッドイーグルス北海道：MC CHABO・八幡淳（北海道日本ハムファイターズ・レバンガ北海道と兼任）・吉川のりお
- 東北フリーブレイズ：小泉亮（ヴァンラーレ八戸と兼任）
- H.C.栃木日光アイスバックス：菊池元男
- 横浜GRITS：木部ショータ

## 日本ハンドボールリーグでのアリーナDJ・アリーナMC
- HC名古屋：中元大介（アトレチコ鈴鹿クラブ、名古屋オーシャンズと兼任）、福田勝明、ヴィトル
- 三重バイオレットアイリス：市川智也、伊藤玄紀、辻幸平

## JAPAN RUGBY LEAGUE ONEでのスタジアムDJ・スタジアムMC
- 埼玉パナソニックワイルドナイツ：MC PASSION（保井ひろゆき）
- リコーブラックラムズ東京：シン・熊谷
- 東芝ブレイブルーパス東京：パトリック・ユウ（東京ヤクルトスワローズ・サンロッカーズ渋谷と兼任）、田中美里
- 静岡ブルーレヴズ：仲田雄一（清水エスパルスと兼任）
- トヨタヴェルブリッツ：MC UME（アースフレンズ東京Zと兼任）
- 三重ホンダヒート：MCタイキ
- 花園近鉄ライナーズ：新田真士
- 中国電力レッドレグリオンズ：大窪シゲキ